# 侯斌
侯斌（ホウ・ビン、1975年 - ）は、中国の黒竜江省・ジャムス市出身の元陸上選手。専門は走り高跳び。
9歳の時に交通事故で左足を失った。その後は1996年にアトランタパラリンピックの代表に選ばれ、男子走り高跳びに出場、1.92メートルの世界記録を打ち立てる跳躍で金メダルを獲得し、2000年のシドニーパラリンピックと2004年のアテネパラリンピックでも連覇を成し遂げた。2008年には北京パラリンピックの開会式では、同じく中国の元パラリンピック金メダリストの平亜麗から聖火を受け取り、車いすに乗ったまま腕の力のみでロープを上って行き、聖火台へと火をつけた。